# 魚翅羹

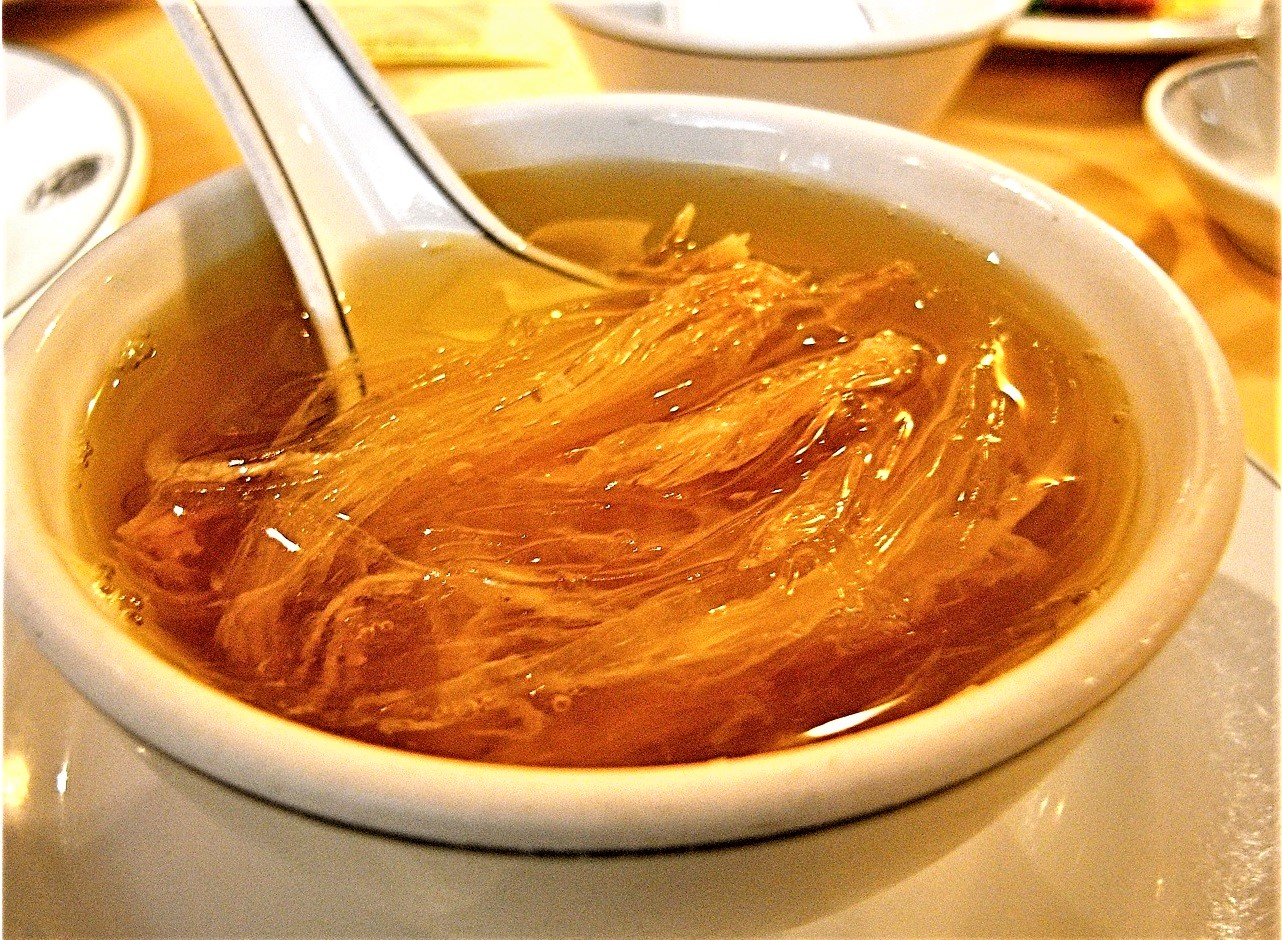
魚翅羹

魚翅羹顧名思義就是用魚翅煮成的羹湯，在中國粵菜中最為流行，香港過往甚至有「無翅不成宴」的說法，認為婚宴或請客要有魚翅才夠體面。魚翅由于是軟骨，拥有爽滑彈牙的口感，魚翅羹的味道其實是來自配料調和。近年來由於保護鯊魚的環保意識在國際興起，故已有人用粉絲代替魚翅的碗仔翅代魚翅羹用於宴會。

## 歷史

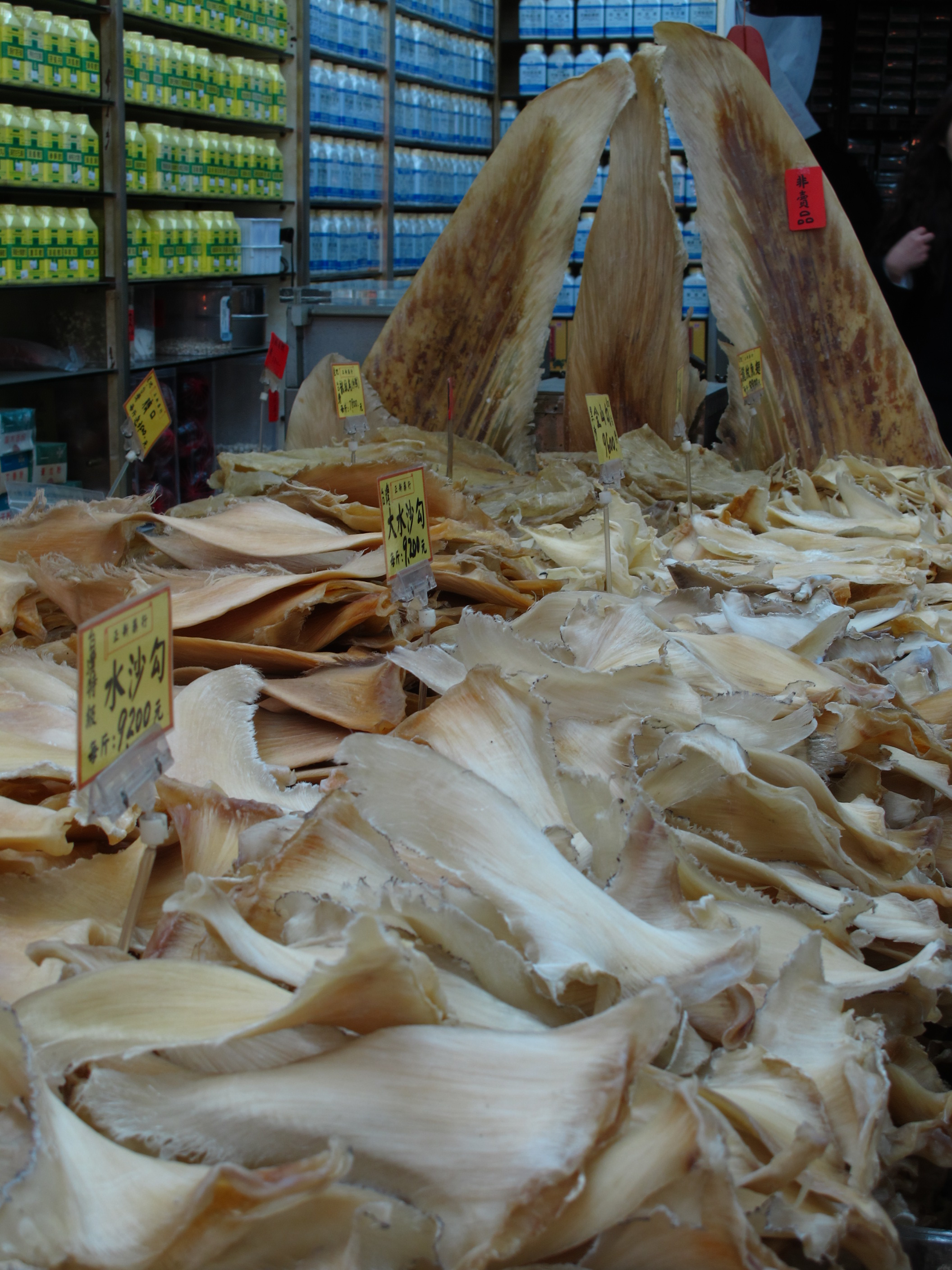
已晒乾的魚翅

華人何時開始食用魚翅並製作魚翅羹，有多種說法，有些資料說是宋朝，但也有資料說魚翅在宋朝時仍被視為廚餘，只有乞丐才會吃。
其中有個說法是在明朝時，正德皇帝微服出巡下江南，去到一間由李鳳姐開的食店，正德皇帝見李鳳姐是個美女就出言調戲，李鳳姐當時不知他是當朝皇帝，為了戲弄正德皇，就用魚翅作食物煮給正德皇帝吃，正德皇帝吃後不單不怪罪李鳳姐還認為魚翅很好吃，於是他把魚翅帶回皇宮，皇宮裡御廚才研製出魚翅羹，後來魚翅羹這道美食更在民間流行起來。
粵菜中的魚翅羹會再加上冬菇、雞肉和金華火腿作配料煮成，由於魚翅是有陣腥味，故在吃時會加入紅醋把腥味去除。